# Nooitgedacht (Spijkenisse)
Nooitgedacht is een korenmolen die aan het Noordeinde in de Nederlandse plaats Spijkenisse staat, naast het oude gemaal "De Leeuw van Putten". Het is een ronde bakstenen stellingmolen.

## Geschiedenis
De eerste molen die op deze plek stond, een houten, achtkante bovenkruier, brandde af in 1839. In 1840 werd een nieuwe gebouwd, van steen. Tot voor kort werd aangenomen dat deze uit 1840 stamde, maar recent bouwkundig onderzoek heeft aangetoond dat de molen uit 1840 in 1860 gesloopt is om plaats te maken voor de huidige molen. Tegen de molenromp was een bijgebouw gebouwd. Daarin stonden motoren waarmee ook op windstille dagen gemalen kon worden.

Tot 1911 was de molen eigendom van opeenvolgende molenaars. In 1911 werd de molen verkocht aan een nieuw opgerichte coöperatie, ‘Ons Belang’, waarin plaatselijke boeren participeerden. De coöperatie had diverse molenaars in dienst. Vanaf 1918 werd Jan van Kranenburg senior molenaar. Aanvankelijk was hij nog in dienst van de coöperatie, maar in 1937, toen de coöperatie werd ontbonden, kreeg hij de molen in bezit. De naam ‘Nooitgedacht’ is door hem bedacht: omdat hij ‘nooit gedacht’ had een eigen molen te bezitten. De molen is vervolgens in de familie gebleven: zijn zoon en zijn kleinzoon werden ook molenaar in Nooitgedacht.

Omdat er steeds meer boeren verdwenen uit Spijkenisse, en er dus steeds minder koren te malen was, maalde de molen in 1965 voorlopig voor het laatst koren. Daarna kwam er een dierenzaak in en draaiden de wieken alleen zo nu en dan. Zowel tussen 1972 en 1975 als in 1982 werd de molen gerenoveerd, beide keren dankzij geld van de overheid. Eerst alleen de buitenkant, in 1982 werd het wiekenkruis weer draaibaar gemaakt. Na een restauratie van 2000 draait de molen weer regelmatig.

De dierenspeciaalzaak bleef er tot 2009. Toen begon een grote verbouwing, waarbij de molen zeven meter is opgehoogd, zodat de gemeente haar bouwplannen in de directe omgeving kon realiseren zonder belemmering van de windvang. De Rijksdienst voor Archeologie, Cultuurlandschap en Monumenten vond de ophoging te groot en even was er sprake van dat Nooitgedacht haar status als Rijksmonument zou verliezen. Dat is echter niet gebeurd. Na de voltooiing van de verbouwing in 2010 is er een restaurant in de molen gekomen.

## Bezichtigingen
De molen zelf is weer maalvaardig gemaakt en is te bezichtigen tijdens Nationale Molendag, Open Monumentendag, op afspraak en als hij draait. Het gevlucht heeft Van Bussel-stroomlijnneuzen. Er zijn drie koppels maalstenen aanwezig die door de wind kunnen worden aangedreven.

## Afbeeldingen ophoging

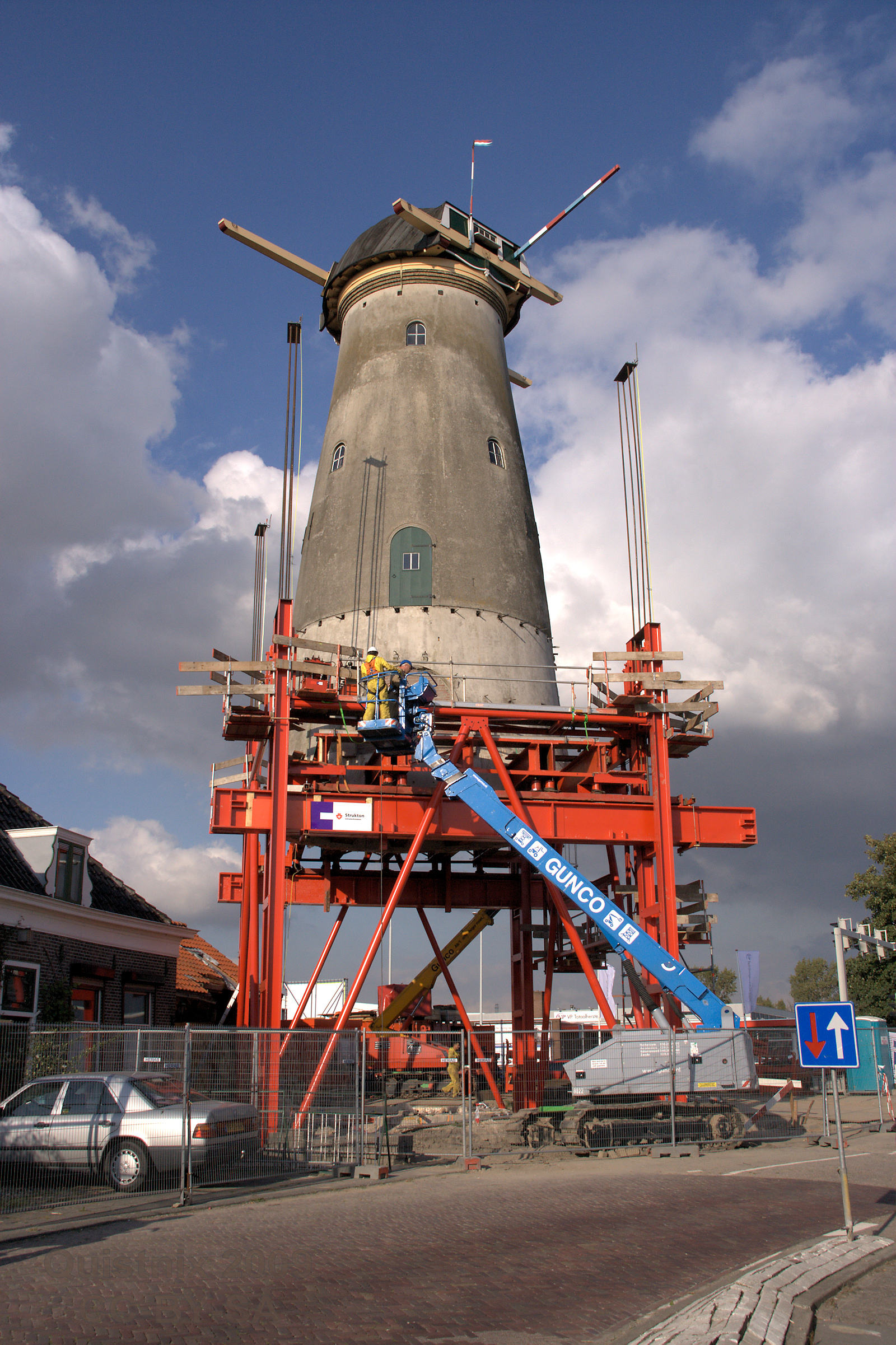
Nooitgedacht kort na het opvijzelen (september 2009)
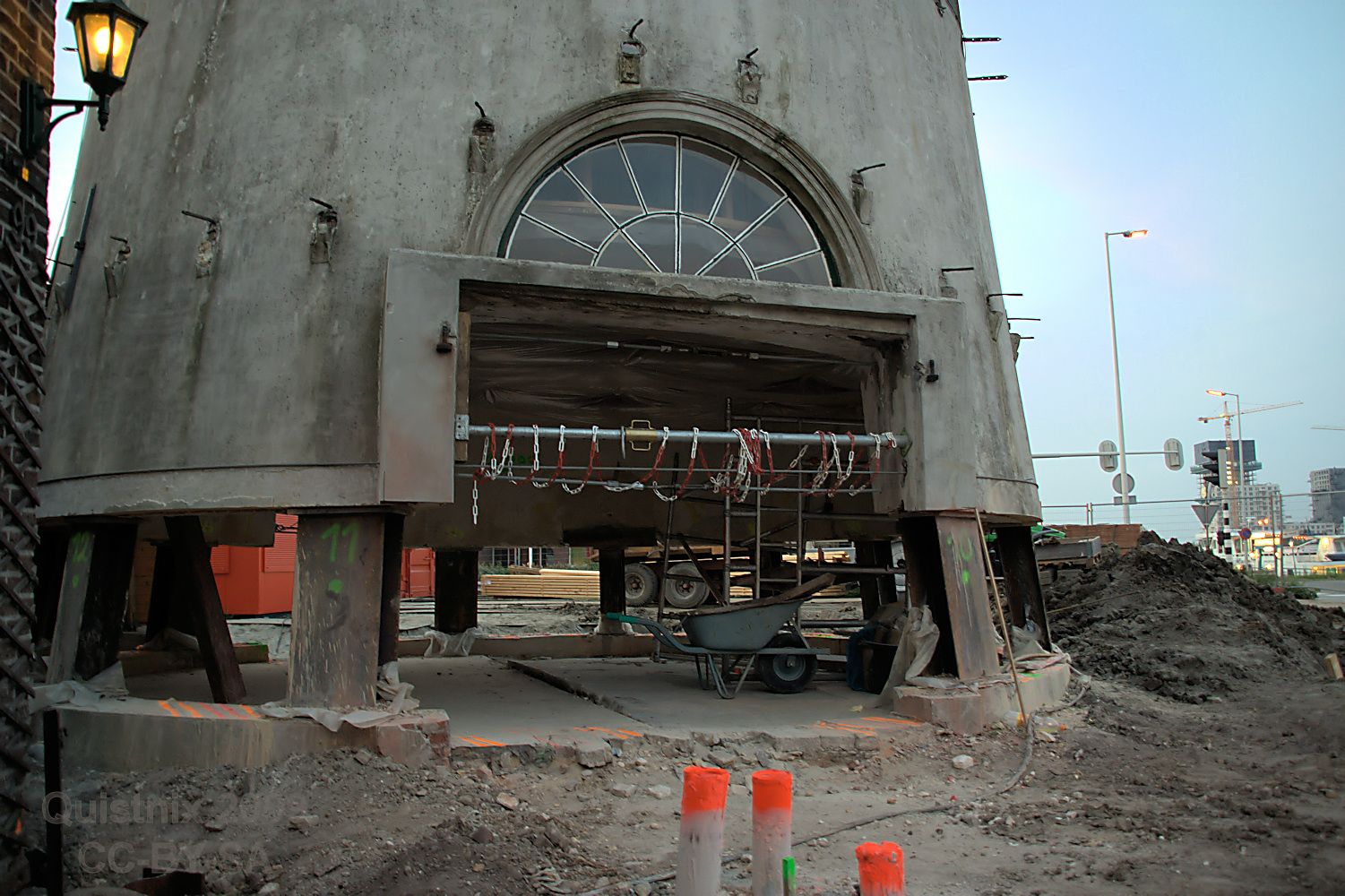
De molen op palen voor de verhoging
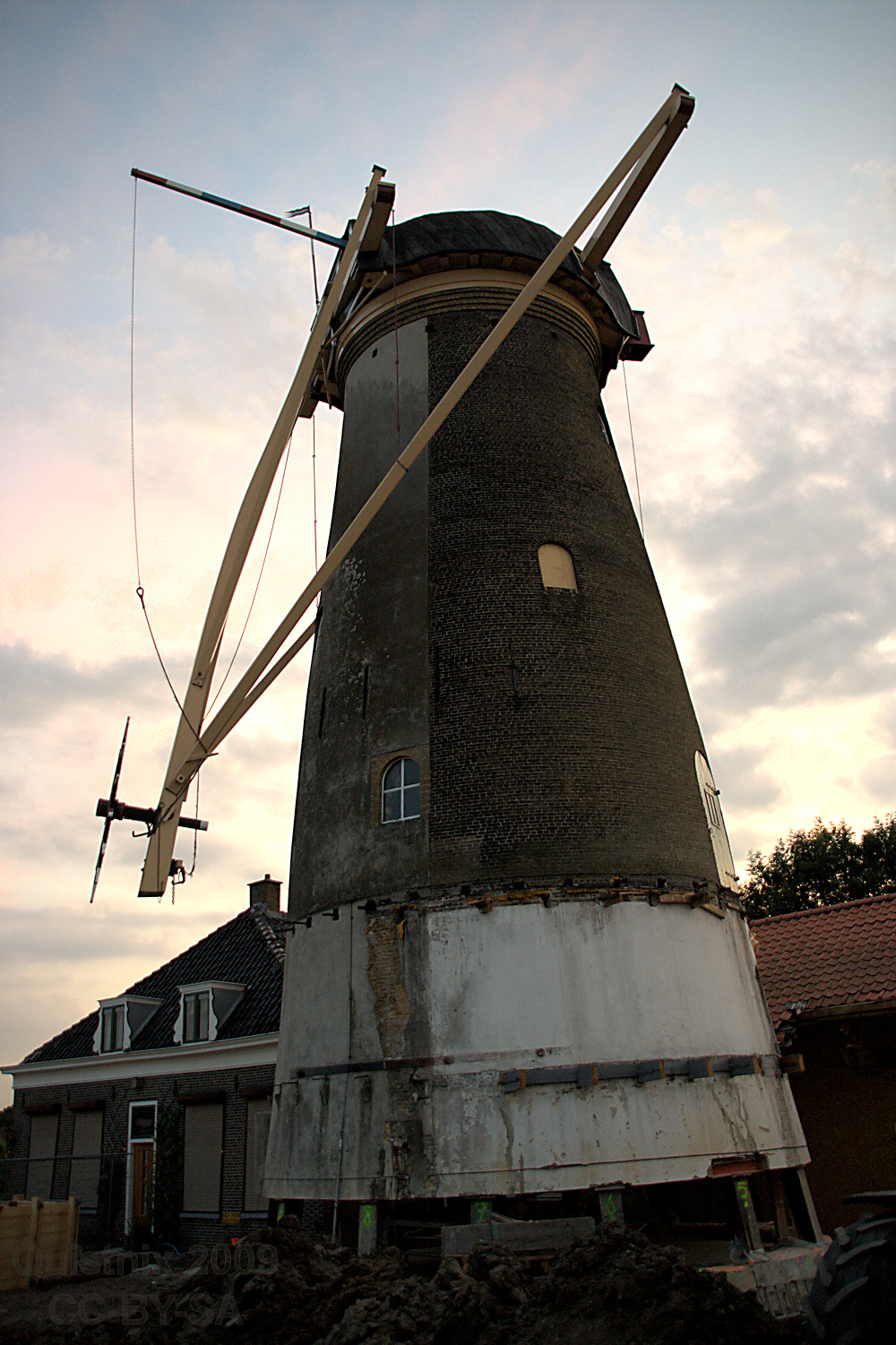
De stelling is al weg, kruirad hangt te bungelen
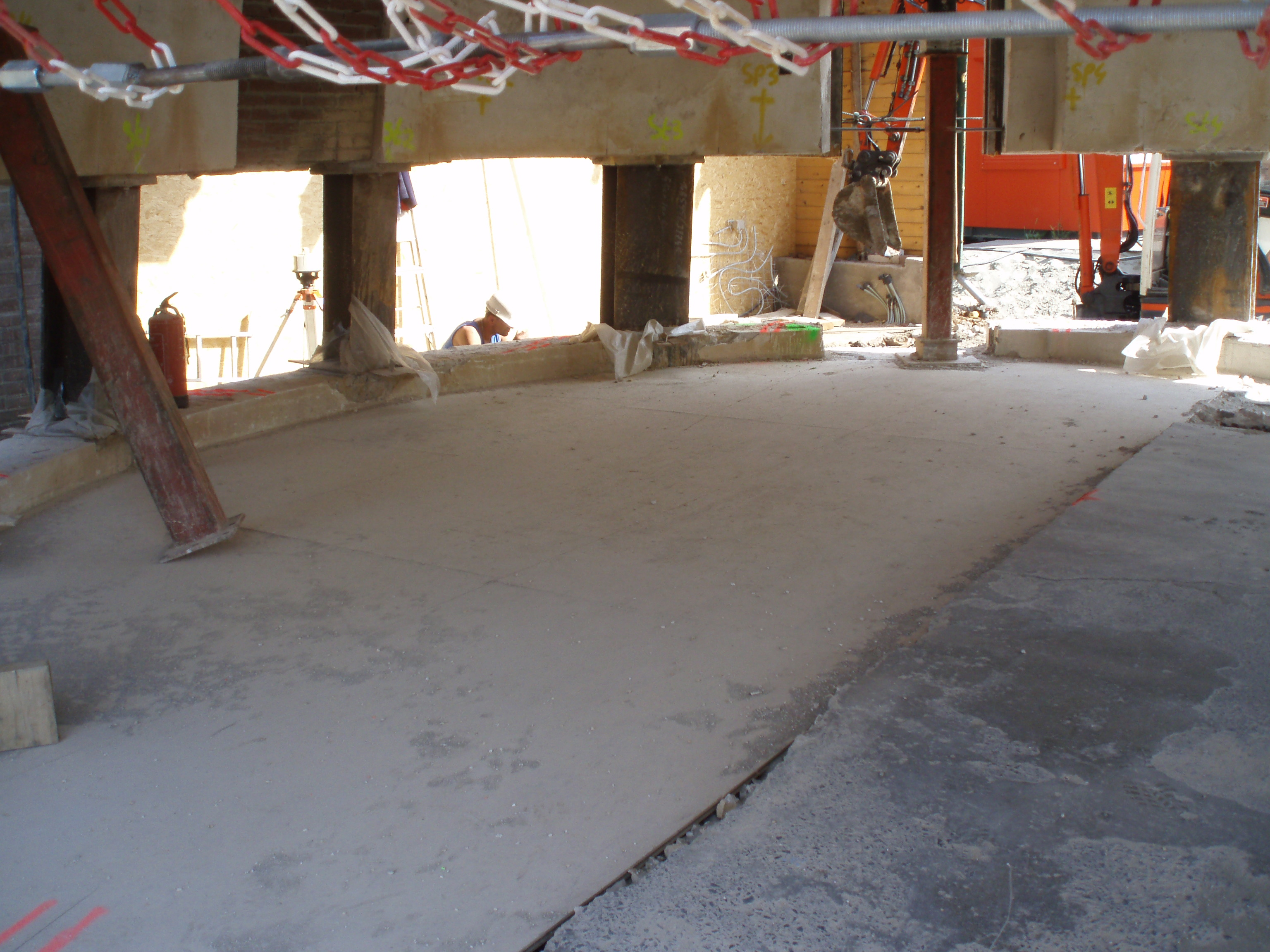
Situatie binnenzijde na overname op stoelen.
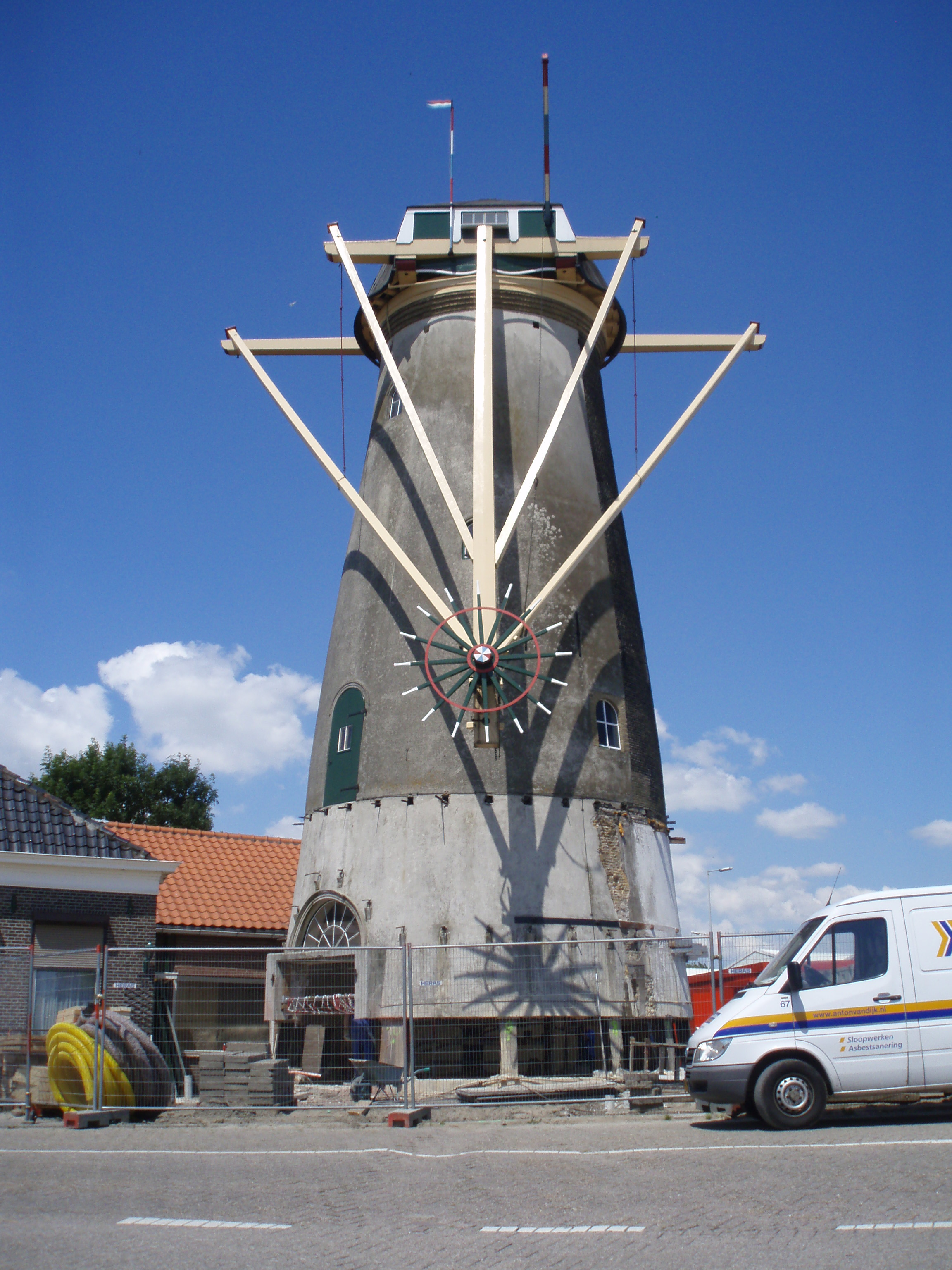
Molen op afstand na overname op stoelen.